# Wilson Alvarenga de Oliveira
Wilson Alvarenga de Oliveira foi um político brasileiro do estado de Minas Gerais. Alfaiate e dono de uma loja de tecidos, além de músico (tocava trombone de vara na banda Santa Cecília
) iniciou a carreira política como prefeito de Barão de Cocais entre 1958 a 1962. 
Em 1964 tornou-se prefeito de João Monlevade, cidade que havia acabado de se emancipar de Rio Piracicaba.
Atuou como deputado estadual de Minas Gerais na 5ª legislatura (1963 - 1967) como suplente na Assembleia.

Foi reeleito como titular da cadeira pela ARENA, na 6ª legislatura (1967 - 1971)

Seu filho, João Batista de Alvarenga (1945-2009) foi prefeito de Barão de Cocais entre 1988 e 1992.